# Kalpurnia (żona Cezara)
Kalpurnia (ur. 76 r. p.n.e.) – obywatelka Rzymu, trzecia i ostatnia żona Juliusza Cezara. 
Wzięli ślub w 59 roku p.n.e., nie mieli dzieci, gdyż Kalpurnia była bezpłodna. Podobno Juliusz Cezar nie chcąc rozwodzić się z Kalpurnią, chciał przeprowadzić ustawę, która pozwalałaby mu mieć tyle żon, aby doczekać się potomka.
Jak podają źródła, Kalpurnia przeczuwała, że nastąpi zamach na jej męża i próbowała go ostrzec. W dniu id marcowych nakłaniała go, żeby posłał do senatu informację mówiącą o tym, że jest chory, ten jednak nie chciał kłamać. Po jego śmierci dostarczyła wszystkie dokumenty, w tym testament i notatki, Markowi Antoniuszowi, jednemu z nowych rzymskich przywódców. Nigdy nie wyszła ponownie za mąż.